# 酒饼簕属
酒饼簕属（学名：Atalantia）是芸香科下的一个属，为灌木或小乔木植物。该属共有18种，分布于热带亚洲和大洋洲。